# 짱켄맨 (비디오 게임 시리즈)

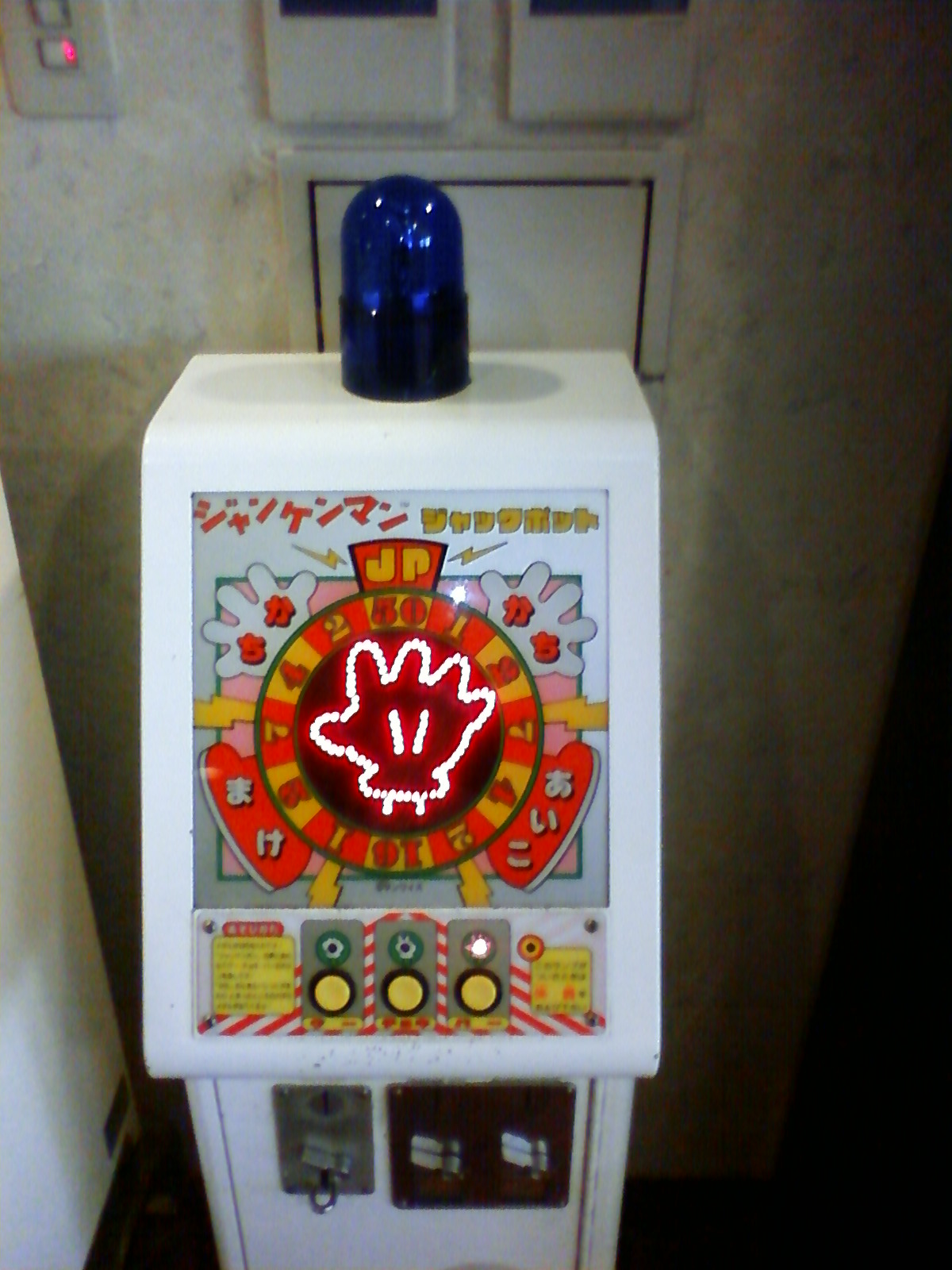
짱켄맨 잭팟

《짱켄맨》(일본어: ジャンケンマン 잔켄만[*])은 일본의 선와이즈(현재 폐업)에서 1985년에 출시한 메달 게임 시리즈로, 가위바위보를 소재로 한 아케이드 비디오 게임 시리즈다.

## 진행
게임의 진행 방식은 아케이드 시스템과 가위바위보 대결을 하는 것이며, 화면에는 손가락이 펴지지 않은 ‘바위’, 손가락 2개가 펴진 ‘가위’, 손가락 5개가 모두 펴진 ‘보’가 표시된다. 진행 방법은 다음과 같다.
1. 동전이나 메달을 투입하면 음성이 출력되고, 화면에 손 표시가 빠르게 번갈아가며 나타난다. 플레이어는 가위, 바위, 보로 이루어진 3개의 버튼 중 하나를 눌러야 한다.
2. 플레이어가 버튼을 누르면, 화면의 손 표시에 따라 승패가 가려진다. 승패에 따른 결과는 다음과 같다.
  - 플레이어가 패배한 경우, ‘졌다(まけ)’ 부분의 램프가 켜지며 메달 보상 없이 게임이 끝난다.
  - 비겼을 경우, ‘비겼다(あいこ)’ 부분의 램프가 켜진 후 다시 한 번 가위바위보를 진행한다.
  - 플레이어가 승리한 경우, ‘이겼다(かち)’ 부분의 램프가 켜진 후 메달이 나온다. 나오는 메달의 최대 개수는 기종에 따라 차이가 있다.

## 시리즈
- 짱켄맨 피버 (ジャンケンマン フィーバー, 1987년 출시)
- 짱켄맨 잭팟 (ジャンケンマン ジャックポット, 1991년 출시)
- 짱켄맨: 이기면 줄게!! (ジャンケンマン かったら、あげる!!, 1991년 출시)
- 짱켄맨 버블스 (ジャンケンマン バブルス, 1992년 출시)
- 짱켄맨 제비뽑기, 원조 짱켄맨 (ジャンケンマン 福引き、元祖ジャンケンマン, 1995년 출시)
- 짱켄맨 21 (ジャンケンマン21, 2001년 출시)

선와이즈의 폐업 후 저작권을 이어받은 아즈로넷에서 제작했다.